# 엠보싱
엠보싱 (embossing) 은 직물, 종이, 금속 등의 표면에 돋을새김으로 무늬를 찍어내는 가공 방법이다. 열이나 압력, 자외선이나 전자선을 이용하여 만들기도 하고 수지나 약품으로 처리하여 만들기도 한다.
대표적인 예로, 표면에 엠보싱 효과를 준 휴지가 있다.